# یواس‌اس اکرون (زدآراس-۴)
یواس‌اس اکرون (زدآراس-۴) (به انگلیسی: USS Akron (ZRS-4)) یک کشتی هوایی بود که طول آن ۷۸۵ فوت (۲۳۹ متر) و ارتفاع آن ۱۵۲ فوت ۶ اینچ (۴۶٫۵ متر) بود. این کشتی در سال ۱۹۳۱ ساخته شد. در سحرگاه سال ۱۹۳۳ این کشتی هوایی دچار سانحه شد و از ۷۶ سرنشین و خدمه آن ۷۳ نفر جان باختند.